# ハナガガシ
ハナガガシ（葉長樫　学名Quercus hondae）はブナ科コナラ属アカガシ亜属の常緑高木。カシ類のなかではもっとも葉が細長いことからこの名がある。別名サツマガシ。宮崎県以外では、鹿児島県、大分県、高知県、愛媛県に稀産する常緑高木。熊本県では、絶滅したとされる。

## 形態
雌雄同株、主幹は真っ直ぐに伸び、樹高20mに達する。幹はほぼ真直ぐにのび、 樹皮は暗灰色でくの字に曲がる浅いひび割れが規則的に連なる。葉は互生、濃緑色でやや厚く皮革質で硬い。葉の長さは7-15cm、幅1.5-3cmで先端は細く尖り、基部はなめらかに葉柄に繋がる。葉柄の長さは約1cm、葉の中央から先端にかけてやや鋭い鋸歯がある。花は風媒花で花期は4-5月、新枝の下部から雄花の花穂が垂れ下がる。果実のドングリは細長い卵型で殻斗は深い杯型、翌年の10月-11月に熟す。

## 天然記念物
国指定
- 堅田郷八幡社のハナガガシ林 - 大分県佐伯市大字長谷5堅田八幡宮境内

都道府県指定
- 大分県 : 八坂神社のハナガガシ林 - 大分県佐伯市江良 八坂神社境内

市町村指定
- 土佐市 : 松尾八幡宮のハナカガシ自生林 - 高知県土佐市高岡町乙 松尾八幡宮境内
- 日向市 : 福瀬神社のハナガガシ - 宮崎県日向市東郷町山陰 福瀬神社境内

## 保全状況評価
- 絶滅危惧II類 (VU)（環境省レッドリスト）

- 愛媛県 CR 絶滅危惧IA類
- 高知県 Ci 絶滅危惧IA類
- 熊本県 VU 絶滅危惧II類
- 大分県 EN 絶滅危惧IB類
- 宮崎県 NT 準絶滅危惧
- 鹿児島県 VU 絶滅危惧II類